# Lotus Jazz
Lotus Jazz（ロータス・ジャズ）とは、ロータス・デベロップメントがMac OS向けに開発・販売していた、表計算、ワープロ、データベース、グラフィック、通信ソフトが一体となった「統合ソフト」 (オフィススイート) 。MS-DOS用統合ソフト Lotus Symphony のMac OS版として位置づけられていた。
1984年11月発表、1985年5月発売。
対応アプリケーションソフトウェアが思うように揃わず、販売が伸び悩んでいたMacintosh人気回復の起爆剤としてAppleの期待がかけられていた。アップル、ロータス共に巨額の宣伝費をかけ、大規模な販促キャンペーンを行って注目を集めたが、マイクロソフトの表計算ソフト Microsoft Excelとの競争に敗れ、商業的には失敗した。
失敗の原因として「薄く広く」延ばすことにより各機能が必ずしも最高の品質を持ったソフトとはなり得ないこと、Lotus 1-2-3で好評だったマクロ機能が存在しないこと、動作が遅いこと、高価なこと(当初595ドル、後に395ドル)などが挙げられている。